# Unterseeboot type UC III
Le Unterseeboot type UC III était une classe de sous-marins côtiers (Unterseeboot) mouilleur de mines construite en Allemagne pour la Kaiserliche Marine pendant la Première Guerre mondiale.

## Conception
Les navires étaient à double coque avec une meilleure tenue en mer par rapport au type UC II. Sa manœuvrabilité et ses capacités étaient meilleures que son prédécesseur, alors que la stabilité sous-marine était réduite.
D'un déplacement de 474 tonnes en surface et de 560  à   582 t en immergé, les U-Boote de type UC II étaient armés d'un canon de pont, de 7 torpilles et jusqu'à 14 mines type UC 200.
Un total de 113 sous-marins de type UC III ont été commandés par la marine impériale allemande, mais seulement 25 U-Boote ont été achevés avant l'armistice du 11 novembre 1918. De ce nombre, 16 U-Boote ont effectivement servi pendant la guerre. 54 ordres de construction ont été annulés en 1918, tandis que 34 U-Boote n'ont jamais été achevés et démolis dans les chantiers navals.
Quelques U-Boote ont été améliorés en 1918 pour avoir un canon de 105 mm approvisionné de 150 coups.

## Liste des sous-marins type UC III
Un total de 25 sous-marins de type UC III ont été construits, dont 16 pour la marine impériale allemande.

### En service dans laKaiserliche Marine(marine impériale allemande)
| Bateaux        | Nbr | Chantier naval         | N° fabrique | Construction |
| -------------- | --- | ---------------------- | ----------- | ------------ |
| UC-90 à UC-105 | 16  | Blohm & Voss, Hambourg | 323 à 339   | 1916 - 1918  |

- Unterseeboot UC-90
- Unterseeboot UC-91
- Unterseeboot UC-92
- Unterseeboot UC-93
- Unterseeboot UC-94
- Unterseeboot UC-95
- Unterseeboot UC-96
- Unterseeboot UC-97
- Unterseeboot UC-98
- Unterseeboot UC-99
- Unterseeboot UC-100
- Unterseeboot UC-101
- Unterseeboot UC-102
- Unterseeboot UC-103
- Unterseeboot UC-104
- Unterseeboot UC-105

### Terminé après l'armistice et remis aux Alliés
| Bateaux         | Nbr | Chantier naval         | N° fabrique | Construction |
| --------------- | --- | ---------------------- | ----------- | ------------ |
| UC-106 à UC-114 | 8   | Blohm & Voss, Hambourg | 340 à 348   | 1916 - 1918  |

- Unterseeboot UC-106
- Unterseeboot UC-107
- Unterseeboot UC-108
- Unterseeboot UC-109
- Unterseeboot UC-110
- Unterseeboot UC-111
- Unterseeboot UC-112
- Unterseeboot UC-113
- Unterseeboot UC-114

### Démolis avant achèvement
- Unterseeboot UC-81
- Unterseeboot UC-82
- Unterseeboot UC-83
- Unterseeboot UC-84
- Unterseeboot UC-85
- Unterseeboot UC-86
- Unterseeboot UC-87
- Unterseeboot UC-88
- Unterseeboot UC-89
- Unterseeboot UC-115
- Unterseeboot UC-116
- Unterseeboot UC-117
- Unterseeboot UC-118
- Unterseeboot UC-119
- Unterseeboot UC-120
- Unterseeboot UC-121
- Unterseeboot UC-122
- Unterseeboot UC-123
- Unterseeboot UC-124
- Unterseeboot UC-125
- Unterseeboot UC-126
- Unterseeboot UC-127
- Unterseeboot UC-128

### Sources
- (en) Cet article est partiellement ou en totalité issu de l’article de Wikipédia en anglais intitulé « German Type UC III submarine » (voir la liste des auteurs).